# Unionicola intermedia
Unionicola intermedia är en kvalsterart. Unionicola intermedia ingår i släktet Unionicola och familjen Unionicolidae.

## Underarter
Arten delas in i följande underarter:
- U. i. intermedia
- U. i. wolcotti